# تیم بیست قاطر

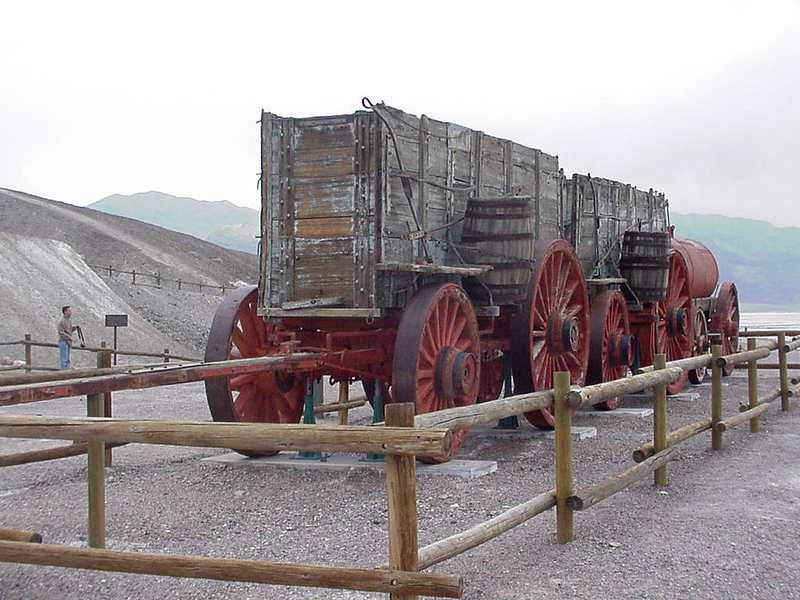
ارابه‌های تیم‌های بیست قاطر در دث ولی، کالیفرنیا

تیم‌های بیست قاطر تیم‌هایی متشکل از هجده قاطر و دو اسب بودند که به ارابههایی بزرگ متصل می‌شدند و از سال ۱۸۸۳ تا ۱۸۸۹ بوره را به خارج از دث ولی حمل می‌کردند. آن‌ها از میان بیابان موهاوی از معدن‌ها به سوی نزدیک‌ترین راه‌آهن در موهاوی، کالیفرنیا که ۲۷۵ کیلومتر فاصله داشت حرکت می‌کردند. مسیرها از فرنیس کریک، کالیفرنیا به موهاوی، کالیفرنیا و از معادن الد بورات به موهاوی بود.

## منایع
1. ↑  مشارکت‌کنندگان ویکی‌پدیا. «Twenty-mule team». در دانشنامهٔ ویکی‌پدیای انگلیسی، بازبینی‌شده در ۱۹ آوریل ۲۰۱۱.